# Eleição municipal de Presidente Prudente em 2012
A eleição municipal de Presidente Prudente em 2012 aconteceu em 7 de outubro de 2012 para eleger um prefeito, um vice-prefeito e 13 vereadores no município de Presidente Prudente, no estado de São Paulo, no Brasil. O prefeito Milton Carlos de Mello, do PTB, foi reeleito, com 66,40% dos votos válidos, sendo vitorioso logo no primeiro turno em disputa com cinco adversários, Fábio Sato (PPS), Dr. Talmir (PV), Josué Macedo (PSOL), Dodô (João Cláudio da Silva) do PRTB e Agripino Lima (PMDB). O vice-prefeito eleito foi Marcos Vinha (PT) companheiro de chapa do prefeito eleito Tupã. A disputa para as 13 vagas na Câmara Municipal de Presidente Prudente envolveu a participação de 231 candidatos. O candidato mais bem votado foi Izaque Silva, que obteve 3.761 votos (3,24% dos votos válidos).

## Antecedentes
Na eleição municipal de 2008, Milton Carlos de Mello, do PTB, venceu o primeiro turno, com 46,64% dos votos válidos. O pleito teve uma disputa mais acirrada entre os dois primeiros colocados, o principal adversário de Tupã foi Edson Tomazini (PSB) que ficou em segundo lugar com 43,39% dos votos. Ainda nesta eleição disputaram a prefeitura de Presidente Prudente os candidatos Adriana Ramalho Rodrigues, do PV, e João Cláudio da Silva (o Dodô), do PRTB.

## Eleitorado
Na eleição de 2012 estiveram aptos a votar 160.790 prudentinos, o que equivale a 72,36% da população da cidade. 127.213 eleitores compareceram as eleições.

## Candidatos
Foram seis candidatos à prefeitura em 2012: Milton Carlos de Mello (PTB) Fábio Sato (PPS) Dr. Talmir (PV) e Josué Macedo (PSOL) Dodô (PRTB) e Agripino Lima (PMDB).
| Candidato(a)           | Vice             | Partido | Coligação                                                                          |
| ---------------------- | ---------------- | ------- | ---------------------------------------------------------------------------------- |
| Milton Carlos de Mello | Marcos Vinha     | PTB     | (PRB / PP / PDT / PT / PTB / PSC / PR / DEM / PSDC / PTC / PSB / PRP / PSDB / PSD) |
| Fábio Sato             | Wilson de Luces  | PPS     | (PPS / PPL / PC do B)                                                              |
| Dr. Talmir             | Gilmário Libório | PV      | partido isolado                                                                    |
| Josué Macedo           | Prof. Tiago      | PSOL    | partido isolado                                                                    |
| Dodo                   | Prof. Firmino    | PRTB    | partido isolado                                                                    |
| Agripino Lima          | Paulo Lima       | PMDB    | (PMDB / PMN / PT do B)                                                             |

## Campanha
O prefeito Milton Carlos de Mello, na disputa por sua reeleição, recebeu apoio do PSDB para sua candidatura, já que o partido não lançou um candidato próprio para prefeitura em 2012. A justificativa era “unir forças em um único projeto e criar uma frente de desenvolvimento na cidade". Milton e sua coligação, formada por PRB, PP, PDT, PT, PTB, PSC, PR, DEM, PSDC, PTC, PSB, PRP, PSDB e PSD  também tiveram maior espaço no horário eleitoral, com 17 minutos e três segundos. O candidato do PPS, Fábio Sato, ficou com 2 minutos e meio. Durante a campanha, Tupã afirmou que cumpriu praticamente todas as propostas de seu governo anterior, mas que a maior preocupação a ser ainda realizada era em relação a educação. Para isso ele propunha a implantação definitiva do projeto Cidadescola, que visava oferecer uma qualidade de educação diferenciada em período integral ao jovem, o preparando para o mercado de trabalho. Entre suas propostas também estavam a implantação de um aterro sanitário, melhoras no sistema de saúde e um plano municipal de transporte, com a criação de ciclovias. Ele ainda reforçou que não pretendia municipalizar o serviço de água e esgoto da cidade.

### Debates
O primeiro debate para a eleição de Presidente Prudente aconteceu no dia 2 de agosto de 2012, as 22h, na TV Bandeirantes local. Nesta data, os candidatos a prefeito de 21 cidades do país se confrontaram. Houve um debate também no dia 04 de outubro de 2012, as 23h, na TV Fronteira/Rede Globo. Nesta data os candidatos de diversas cidades se confrontaram novamente.

## Resultados

### Prefeito
No dia 7 de outubro, Tupã foi eleito com 66,40% dos votos válidos.
| Candidato(a)                 | Vice                      | 1º Turno 7 de outubro de 2012 | 1º Turno 7 de outubro de 2012 |
| Candidato(a)                 | Vice                      | Votação                       | Votação                       |
|                              |                           | Total                         | Porcentagem                   |
| ---------------------------- | ------------------------- | ----------------------------- | ----------------------------- |
| Milton Carlos de Mello (PTB) | Marcos Vinha (PT)         | 59.437                        | 66,40%                        |
| Fábio Sato (PPS)             | Wilson de Luces (PC do B) | 26.976                        | 30,14%                        |
| Dr. Talmir (PV)              | Gilmário Libório (PV)     | 2.667                         | 2,98%                         |
| Josué Macedo (PSOL)          | Prof. Tiago (PSOL)        | 291                           | 0,33%                         |
| Dodô (PRTB)                  | Prof. Firmino (PRTB)      | 146                           | 0,16%                         |
| Agripino Lima (PMDB)         | Paulo Lima (PMDB)         | 0                             | 0%                            |
| Total de votos válidos       | Total de votos válidos    | 89.517                        | 70,37%                        |
| Votos em branco              | Votos em branco           | 3.107                         | 2,44%                         |
| Votos nulos                  | Votos nulos               | 34.589                        | 27,19%                        |
| Total                        | Total                     | 127.213                       | 100%                          |
| Abstenções                   | Abstenções                | 33.577                        | 29,64%                        |
| Votos apurados               | Votos apurados            | 127.213                       | 100%                          |
| Total de eleitores           | Total de eleitores        | 160.790                       | 100%                          |

### Vereador
Contando com 160.790 eleitores, duzentos e trinta e um (231) candidatos, treze (13) vereadores foram eleitos em 2012 em Presidente Prudente. Entre os partidos eleitos estão: PT, PSDB, PTB, PMDB, DEM, PRB, PSB e PSD.